# Інокентій X
Іноке́нтій X (лат. Innocentius PP. X, Джованні Батіста Памфілі, італ. Giovanni Battista Pamphili, 7 травня 1574 — 7 січня 1655) — 236-ий папа римський, понтифікат якого тривав з 15 вересня 1644 до 7 січня 1655 року.

## Життя
Джованні Батіста (Джамбатіста) Памфілі народився 6 травня 1574 року в Римі в сім'ї, що була в родинних стосунках з родиною Борджа. Прапраправнук папи Олександра VI.
Вивчав право та працював на різних посадах у Римській Курії. Урбан VIII призначив його нунцієм спочатку у Францію, а потім в Іспанію. У 1629 році призначений кардиналом.

## Понтифікат
Джамбатіста Памфілі вибраний конклавом 15 вересня 1644 року в 70-річному віці. Вибрав ім'я Інокентій X та правив церквою разом зі своїм непотом Каміло Памфілі, якого призначив кардиналом зразу ж після виборів. У 1648 році папа засудив підписання Вестфальського миру,  який встановлював зони впливу протестантів, нічим не підкорених папі. Папський посланець не поставив свого підпису під договором. У 1649 році з метою розширення папської держави у війні проти герцога Парми його війська зайняли і після капітуляції повністю знищили місто Кастро.
Буллою Cum occasione 1653 року засудив  як єресь янсенізм, що набув поширення у Франції.

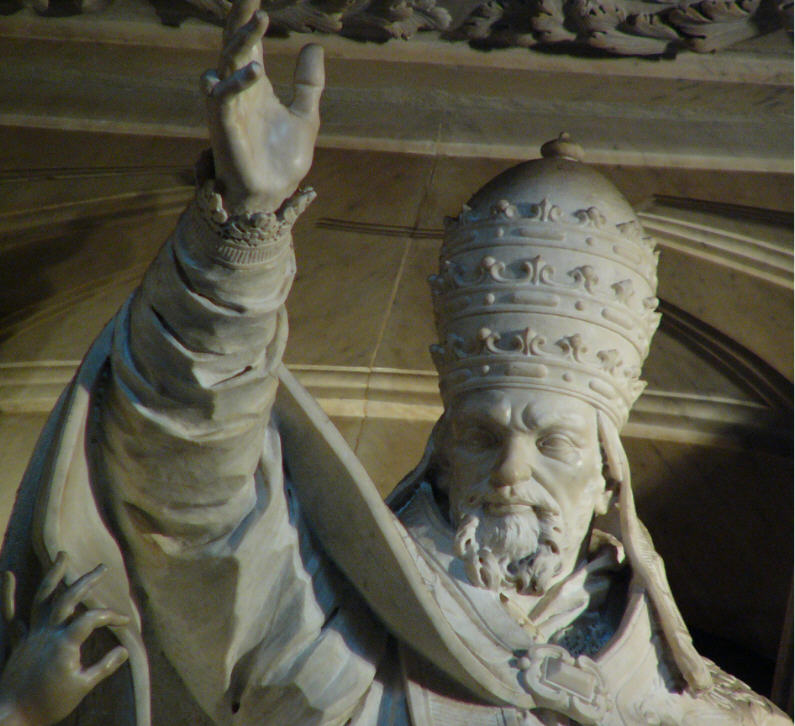
Деталі надмогильного каменя Інокентія X у церкві Сант Аньєзе ін Аґоне у Римі.

Після смерті його родина так була зайнята грабунком папських скарбів, що померлий пролежав без нагляду кілька днів. Похований скромно і без зайвих урочистостей.
Дієго Веласкес у портреті намальованому у 1650 року зобразив його підозрілим чоловіком і агресивним політиком.
Посвятив меч, який передав королю Яну ІІ Казимиру, та благословив поляків на війну проти українців під час війни 1648–1654 років.